# سردون
سردون (به انگلیسی: Saredon) یک روستا و محله مدنی در بریتانیا است که در South Staffordshire واقع شده‌است. سردون ۸۲۹ نفر جمعیت دارد.